# Severiano Talamante
Severiano Talamante (Álamos, Sonora, 21 de febrero de 1841 - Sahuaripa, Sonora, 29 de enero de 1911) militar. Nació en la ciudad de Álamos, el 21 de febrero de 1841 y desde su juventud se dedicó a la minería. En 1865 empuñó las armas en las fuerzas imperialistas que comandaba el coronel José María Tranquilino Almada, figurando con grado de teniente, estuvo en la acción de guerra del 24 de septiembre en que perdió la vida el general Rosales y el archiduque Maximiliano lo premió con el ascenso a capitán y la Cruz Oficial de la Orden Imperial de Guadalupe. Permaneció en las filas hasta septiembre de 1866 en que se amnistió en Soyopa ante el coronel republicano Alcántara; se estableció en Promontorios y se dedicó nuevamente a la minería.
 Presidente municipal de Álamos en el bienio de 1872 a 1873, no se encontraba en la cabecera el día que estalló la rebelión encabezada por Carlos Conant Maldonado, regresó violentamente y se opuso a ella. Se contó entre los firmantes del Plan de Álamos, reconoció al gobernador Mariscal, nuevamente fue presidente municipal de Promontorios en 1876 y concluyó por radicarse en Navojoa.
Tomó las armas para combatir a los yaquis y a los mayos sublevados; en enero de 1882 el gobernador Carlos Rodrigo Ortiz le mandó a expedir patente de teniente coronel de la Guardia Nacional, durante largos años figuró en las fuerzas auxiliares del Estado y en mayo de 1892 cooperó a la defensa de plaza de Navojoa durante el ataque de los indios mayos y a la persecución de estos. Se retiró del servicio activo, en 1910 se afilió al maderismo con motivo de la prisión de los señores Hill y Bórquez en diciembre se dirigió a las autoridades locales pidiendo su libertad en determinado plazo, no se la atendió y al vencerse éste se levantó en armas en contra del Gobierno General. Fracasó en el ataque a Navojoa, tomó el camino a Sahuaripa con el núcleo que había formado, fue vencido y fusilado el 29 de enero de 1911 por orden del prefecto Chiapa, en unión de sus hijos Arnulfo y Severiano M. Talamante, su fusilamiento fue después de haber presenciado el fusilamiento de sus dos hijos.